# Schencks sandbi
Schencks sandbi (Andrena schencki) är en biart som beskrevs av Morawitz 1866. Schencks sandbi ingår i släktet sandbin, och familjen grävbin. Arten har ej påträffats i Sverige. Inga underarter finns listade i Catalogue of Life.